# برهمانده پورانه
براهماندا پورانه (تاریخ جهان) (به سانسکریت: ब्रह्माण्ड पुराण) یکی از هجده مهاپورانه است. مهاپورانه‌ها ژانری از هجده متن دینی هندو است. براهما پورانه و تقریباً در تمام لیستهای پورانه‌ها در مکان هجدهم قرار گرفته‌است.
براهما در زبان سانسکریت به معنی «بزرگ‌ترین» یا «گیتی» و اندا/اندام به معنی تخم است؛ بنابراین براهماندا به معنی «بزرگ‌ترین تخم» است که دلالت بر حیاتی دارد که گیتی از آن زاییده شده‌است. پادما پورانه، براهماندا پورانه را به عنوان یک پورانه راجاس طبقه‌بندی می‌کند (پورانه‌ای که خدای تیرگی و هوس است)